# Kasjoeben

Vlag van de Kasjoeben

De Kasjoeben (Kasjoebisch: Kaszëbi, Pools: Kaszubi) zijn een West-Slavisch volk, dat afstamt van de Pomoranen (uit het Slavisch: Pomor’e = gebied aan zee). De meeste Kasjoeben wonen in Polen in Kasjoebië (Kasjoebisch: Kaszëbë) en Pommeren.
De Kasjoeben zien Danzig (Kasjoebisch: Gduńsk) als hun hoofdstad, hoewel deze stad nooit een Kasjoebische bevolking had.
De herkomst van de naam Kasjoeben is niet met zekerheid bekend. Hun taal is een West-Slavische variant en nauw verwant aan het Pools. Een gangbare verklaring is dat de naam afkomstig is van het woord Kassub, een mantel die de Kasjoeben in vroeger tijden droegen.
Het Kasjoebisch, een West-Slavische taal, wordt na een lange periode van polonisering nog door ongeveer 50.000 mensen actief gesproken. Het bevat zowel Duitse als Baltische (Oudpruisische) leenwoorden.

## Naamgeving
De oudste vermelding van de naam van de Kasjoeben stamt uit de 13e eeuw, toen de Hertogen van Stettin (Kasjoebisch: Szczecëno; Pools: Szczecin (uitspreken als "sjtjeh-tjien") zich als Dux Slauorum et Cassubiae aanduidden. De namen Pommeren en Pommerellen werden gangbaar in een groot gebied dat oorspronkelijk Kasjoebië zou zijn geheten. Kasjoebië kan dan gezien worden als een oudere naam voor in het bijzonder Pommerellen. Sinds de invoeging van Pommerellen bij de Staat van de Duitse Orde, in de 14de eeuw, heette dit Pommerellen West-Pruisen. In 1466 werd het deel van het koninkrijk Polen-Litouwen en daarom 'Koninklijk Pruisen', in 1772 werd het deel van het koninkrijk Pruisen en daarom opnieuw West-Pruisen, in 1919 en na de Duitse oorlogsannexatie kreeg het in 1945 opnieuw de naam Pommerellen toegewezen. Sindsdien is Kasjoebië een landstreek in het noordwesten van deze provincie.

## Geschiedenis
In de 11e en 12e eeuw werden de Kasjoeben van Polen uit gekerstend.
De Poolse koning Boleslaw III vroeg bisschop Otto van Bamberg in 1124 om de bekering van het gebied (en ook van Pommeren) op zich te nemen, nadat eerdere pogingen nauwelijks effect hadden gehad. Deze kerstening was van groot belang voor de integratie van deze gebieden in het Poolse koninkrijk. Echter, deze zou maar beperkt plaatsvinden want de verschillende hertogen van deze gebieden wendden zich, om hun onafhankelijkheid te behouden, meer naar het westen, en gaven sinds ca. 1200 uitgestrekte gebieden ter ontginning aan kloosterordes en stadsrechten aan kolonisten uit het Duitse Rijk. In 1181 lieten de Pommerse hertogen in de westelijke gebieden, door de Duitse keizer als hun leenheer te erkennen, zich opnemen in het Duitse Rijk. De hertogen in de oostelijke gebieden, anders gezegd de Pommerellische hertogen, raakten met elkaar in een erfopvolgingsstrijd die, via een door Polen betwiste overdracht aan de hertogen van Brandenburg, zou leiden tot de verkoop van het gebied aan de Duitse Orde. Sindsdien heette het betreffende gebied West-Pruisen, omdat het gebied dat de orde reeds bezat de naam Pruisen droeg. In 1466 werd West-Pruisen door het koninkrijk Polen ingelijfd als ‘koninklijk Pruisen’. Drie eeuwen later, in 1772, werd het door het koninkrijk Pruisen ingelijfd, en daarbinnen later ingericht als de provincie West-Pruisen met als hoofdstad Danzig. In 1919 werd het na de Duitse nederlaag in de Eerste Wereldoorlog bij het heropgerichte Polen gevoegd en stond het bekend als Poolse Corridor. De Kasjoeben werden door de nieuwe nationale overheid als sprekers van een Pools dialect gezien en hun taal werd ook als zodanig beschouwd. 
Veel Kasjoeben zouden in de Duitse bezettingsperiode 1939-1945 zich onder druk (weer) als Duits staatsburger laten registreren, waardoor zij hun bezit en recht op verblijf behielden, maar zich ook verplichtten tot arbeids- en militaire dienst. Polen konden daarentegen elk moment uitgewezen konden worden en tienduizenden van hen werden ook daadwerkelijk verdreven, althans als zij voorafgaande internering, zoals in het concentratiekamp Stutthof bij Danzig, overleefden. De Duitse en een deel van de 'Duits aangepaste' bevolking vluchtte begin 1945 naar het westen; achterblijvers moesten een politieke zuivering ('verificatie') ondergaan en een deel van hen werd voor collaboratie gestraft voordat ze weer Pools burgerrecht ontvingen. Het duurde lange tijd voordat Kasjoebische culturele rechten in het naoorlogse Polen weer enige erkenning kregen. Na 1990 werd de culturele minderheid erkend al is de steun door de overheid overigens grotendeels symbolisch gebleven.

## Aantallen
Bij de volkstelling in 1910 gaven ruim 100.000 (7%) inwoners van de toenmalige Duitse provincie West-Pruisen zich op als Kasjoebischtalig. De regio Kasjoebië vormde het noordelijke deel van deze provincie. In deze provincie woonden toen 425.000 (28%) mensen die zich als Poolstalig lieten registreren, waarbij vermoedelijk nog eens zo veel als het bovengenoemde aantal Kasjoeben onder deze Polen gevonden kon worden. 65% van de bevolking noemde zich Duits en ook onder deze grote meerderheid van de bevolking zullen zich Kasjoeben hebben bevonden. Nationale en regionaal-etnische identiteit vielen niet samen. De Duits-Pruisische overheid stimuleerde de Kasjoebische identiteit om de Poolse minderheid, althans statistisch, te verkleinen. Het was een onderdeel van de staats-taalpolitiek om de Kasjoeben naast hun dagelijks gesproken taal te wennen aan het Hoogduits als culturele en standaardtaal, in plaats van aan het Pools dat door de rooms-katholieke kerk en een deel van de regionale adel in deze functie werd gebruikt. Van de taalpolitieke germanisering is op dit moment alleen een groot aantal Duitse leenwoorden overgebleven (5% van het Kasjoebische lexicon). Onder de Kasjoeben bestonden, onder druk van de staatkundige dominantie, stromingen met verschillende nationale affiniteit. Tot 1919 was de stroming dominant die zichzelf als een etnische groep binnen de Duitse natie beschouwde. Na 1919 namen degene die een etnische groep binnen de Poolse natie wilden zijn die positie over. Daartussen bestond steeds ook een groep die zich als authentiek eigen nationaliteit beschouwde.    
Het Slovinzisch was zeer verwant aan het Kajoebisch. Beide namen worden in de literatuur door elkaar gebruikt en er zijn zelfs oudere studies waarin het Pools ook als Slovinzisch wordt aangeduid. In engere zin werd het in de 18de eeuw nog in het noordoosten van de aangrenzende Pruisische provincie Pommeren gesproken, op het laatst in en rondom de vissersplaats Leba, waar de ouderen onder de bevolking pas aan het einde van de 19de eeuw overgingen op het Duits. Daarbij speelde een rol dat deze Slovinzen luthers waren en zich als Duitsers (Pruisen) identificeerden. Na 1944 zijn zij grotendeels gevlucht, hoewel op grond van een aantoonbaar Slovinzisch-Kasjoebische afkomst toegestaan werd dat een aantal van hen mochten blijven. Degenen die daar gebruikt van maakten zijn in de volgende jaren toch naar Duitsland vertrokken. De beoefening van hun culturele tradities is overgenomen door Polen die van elders afkomst zijn. 
Na 1990 kregen de Kasjoeben meer ruimte om zich cultureel te profileren. Sommige (Kasjoebische) etnografen schatten het aantal dat Kasjoebisch zou kunnen spreken op ca. 100.000 en het aantal dat zich Kasjoebisch verwant voelt op nog eens zo'n aantal. In Amerika wonen nog weer eens zoveel mensen met een (gedeeltelijk) Kasjoebische afstamming. Echter, deze hoge cijfers worden gerelativeerd door het aantal van 55.000 dat zich zich als Kasjoeb liet registreren in de volkstelling van 2002. Deze identiteit is voor de Poolse autoriteiten niet die van een nationale of etnische minderheid, een status waaraan rechten ontleend zouden kunnen worden, maar die van een regionale Poolse taalvariëteit. Bij de telling van 2002 waren er 5.000 die zichzelf uitdrukkelijk als behorend tot een Kasjoebische nationaliteit opgaven.

## Bekende Kasjoeben
- Florian Ceynowa (1817-1881), arts en schrijver
- Aleksander Majkowski (1876–1938), arts, Kasjoebisch- en Poolstalig schrijver
- Konstantyn Krefft (1867-1940 KZ Stutthof), katholiek priester
- Konstantyn Dominik (1870-1942), rector van het seminarie Pelplin, bisschop van Chelmno, zalig verklaard 1979
- Józef Jankowski (1910-1941 KZ Auschwitz), katholiek priester, zalig verklaard 1999
- Gerard Labuda (1916-2010), historicus
- Donald Tusk (* 1957), Pools minister-president in 2007, vervolgens sinds 2014 voorzitter Europese Raad
- Danuta Stenka (* 1961), actrice

Van gedeeltelijk Kasjoebische afstamming waren:
- Ludwig Yorck von Wartenburg (1759-1830), Pruisisch generaal-veldmaarschalk
- Paul Graf Yorck von Wartenburg (1902-2002), deelnemer aan de samenzwering tegen Hitler en eerste consul van de Bondsrepubliek in Frankrijk
- Paul Nipkow (1860-1940), Duits wetenschapper en uitvinder (de Nipkow-schijf is naar hem genoemd)
- Erich von Lewinski-Manstein (1887–1973), Duits generaal-veldmaarschalk
- Günter Grass (1927-2015), Duits schrijver, gebruikt de Kasjoebische aanwezigheid in Danzig in zijn romans
- Walter Hoeft (1906-1939), rooms-katholiek priester, slachtoffer van een massa-executie door de SS onmiddellijk na de Duitse inval in 1939
- Erich von dem Bach-Zelewski (1899-1972), SS-Obergruppenführer

## Trivia
'Die Blechtrommel' is een speelfilm die zich afspeelt in (Gdansk/Danzig) en waarin ook Kasjoeben een rol spelen, naar een roman van Günther Grass, die zelf gedeeltelijk van Kasjoebische afkomst was.